# Vidlice (elektrotechnika)

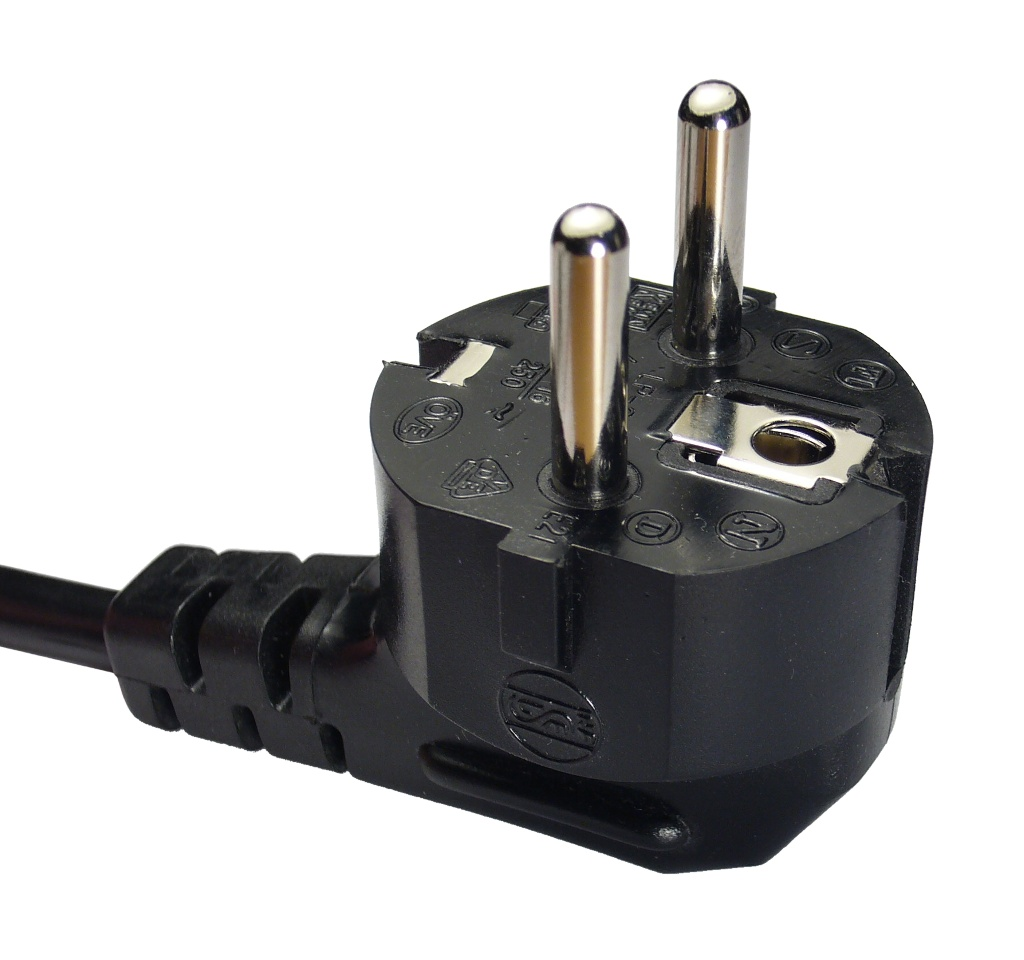
Vidlice standardu CEE 7/7

Vidlice je elektrotechnická součástka sloužící ke spojení elektrického obvodu, nejčastěji pro připojení k elektrické rozvodné síti. Vidlice je součástí napájecího přívodu elektrického spotřebiče a zasunuje („strká“) se do elektrické zásuvky, proto se také často označuje jako zástrčka. 
Vidlice jsou různých tvarů ve shodě s tvarem a uspořádáním elektrické zásuvky. Tyto tvary, jakož i tvary a uspořádání kontaktů, jsou především u laicky používaných nízkonapěťových a malonapěťových vidlic standardizovány normami IEC, případně národními normami, obvykle podle různých vzorů s označením CEE + číslo. Tyto standardizované tvary zabezpečují bezpečnost provozu z hlediska ochrany proti nadproudům, proti vyššímu než konstrukčnímu napětí, proti teplotnímu zatížení aj. – například není možné zapojit vidlici 48 V do zásuvky 230 V, vidlici se zemněním do neuzemněné soustavy, vidlici pro 32A spotřebič do zásuvky 16 A, tepelněodolnou vidlici do neodolné zásuvky apod. 
Vidlice i zásuvky se mohou lišit podle jednotlivých zemí jak vnějším tvarem, tak tvarem kontaktních součástí a také svým uspořádáním.
Kromě kvalitního spojení příslušných vodivých prvků s minimálními ztrátami (a tím i ohřevem) a zároveň i jejich vzájemné elektrické izolace z provozních i bezpečnostních důvodů zajišťují také chlazení ztrátového tepla, vznikajícího v místech kontaktů, zejména jeho odvodem do vodičů.[ujasnit] Kvalita těchto spojů je kritická z hlediska požární bezpečnosti, její zanedbání jsou jednou z nejčastějších příčin požárů.